# Lars Rudolph
Lars Rudolph (Wittmund, 18 agosto 1966) è un attore tedesco.

## Biografia
Nato da una famiglia di militari della Frisia Orientale, suo padre era un capitano di fregata. Appassionatosi al jazz sin da piccolo, quando suo fratello gli aveva portato dal mercato delle pulci l'album di Miles Davis Bitches Brew, si esibisce come trombettista nei teatri di Berlino finché non assiste a una rappresentazione dell'Opera da tre soldi che suscita in lui un interesse per la recitazione: senza alcuna formazione attorale alle spalle, vince nel 1997 il Max Ophüls preis come miglior attore esordiente.
Si è imposto come caratterista nel cinema tedesco tra anni novanta e duemila, interpretando grazie alla, secondo Die Zeit, «figura scarna, i profondi occhi azzurri e la mandibola sporgente» personaggi eccentrici e febbrili in oltre sessanta film. Tra questi Lola corre (1998), in cui interpreta il cassiere di banca che assiste Lola nella rapina, e La principessa + il guerriero (2000), dove ha interpretato il paziente psichiatrico geloso della protagonista, un'interpretazione che gli ha valso una candidatura ai Deutscher Filmpreis come miglior attore non protagonista. Uno dei suoi rari ruoli da protagonista è arrivato con Le armonie di Werckmeister (2000) di Béla Tarr, dov'è stato doppiato in ungherese.
Parallelamente alla sua carriera cinematografica ha continuato quella musicale, come cantante e trombettista delle band KIXX (1984–94; 2004), Stan Red Fox (1985–92) Ich schwitze nie (1995–2005) e Mariahilff (dal 2007).

## Filmografia parziale

### Cinema
- Mesmer, regia di Roger Spottiswoode (1994)
- Flirt (New York-Berlino-Tokyo) (Flirt), regia di Hal Hartley (1995)
- Go for Gold!, regia di Luciano Segura (1997)
- Lola corre (Lola rennt), regia di Tom Tykwer (1998)
- Hanna Flanders (Die Unberührbare), regia di Oskar Roehler (2000)
- La principessa + il guerriero (Der Krieger + die Kaiserin), regia di Tom Tykwer (2000)
- Le armonie di Werckmeister (Werckmeister harmóniák), regia di Béla Tarr (2000)
- Buffalo Soldiers, regia di Gregor Jordan (2001)
- Luther - Genio, ribelle, liberatore (Luther), regia di Eric Till (2003)
- Mein Führer - La veramente vera verità su Adolf Hitler (Mein Führer - Die wirklich wahrste Wahrheit über Adolf Hitler), regia di Dani Levy (2007)
- Ai confini del paradiso (Auf der anderen Seite), regia di Fatih Akın (2007)
- Soul Kitchen, regia di Fatih Akın (2009)
- Maga Martina 2 - Viaggio in India (Hexe Lilli: Die Reise nach Mandolan), regia di Harald Sicheritz (2011)
- Faust, regia di Aleksandr Sokurov (2011)
- La moglie del poliziotto (Die Frau des Polizisten), regia di Philip Gröning (2013)
- Gold, regia di Thomas Arslan (2013)
- Lui è tornato (Er ist wieder da), regia di David Wnendt (2015)
- Lettere da Berlino (Alone in Berlin), regia di Vincent Pérez (2016)
- Una sterminata domenica, regia di Alain Parroni (2023)

### Televisione
- Was soll bloß aus dir werden – film TV, regia di Horst Flick (1984)
- Doppelter Einsatz – serie TV, episodio 4x03 (1997)
- Balko – serie TV, episodio 8x10 (2006)
- Die Zeit, die man Leben nennt – film TV, regia di Sharon von Wietersheim (2008)
- Un caso per due (Ein Fall für zwei) – serie TV, episodi 28x02-30x05 (2008-2010)
- Tatort – serie TV, 5 episodi (2009-2018)
- Squadra Speciale Stoccarda (SOKO Stuttgart) – serie TV, episodi 2x05-9x28 (2010-2018)
- Il barone di Münchhausen (Baron Münchhausen) – miniserie TV, regia di Andreas Linke (2012)
- Berlin Station – serie TV, episodi 1x06-1x09 (2016)
- Ultima traccia: Berlino (Letzte Spur Berlin) – serie TV, episodio 9x12 (2020)
- Il commissario Lanz (Die Chefin) – serie TV, episodio 11x06 (2020)
- Polizeiruf 110 – serie TV, episodio 51x02 (2022)

## Doppiatori italiani
Nelle versioni in italiano dei suoi film e serie televisive, Lars Rudolph è stato doppiato da:
- Davide Lepore in La principessa + il guerriero
- Pasquale Anselmo in Lui è tornato
- Luigi Ferraro in Lettere da Berlino